# Aphanogmus rufus
Aphanogmus rufus är en stekelart som beskrevs av Szelényi 1938. Aphanogmus rufus ingår i släktet Aphanogmus och familjen pysslingsteklar. Arten är reproducerande i Sverige. Inga underarter finns listade i Catalogue of Life.